# Albuquerque
Albuquerque (nella pronuncia locale ælbəkɜɹki;  in navajo: Beeʼeldííl Dahsinil; in keres orientale: Arawageeki; in jemez: Vakêêke; in zuni: Alo:ke:k'ya; in jicarilla apache: Gołgéeki'yé), conosciuta anche localmente come Duke City e con l'abbreviazione ABQ, è la città più popolosa dello Stato del Nuovo Messico e la 32ª città più popolosa degli Stati Uniti, con una popolazione stimata di 560 513 abitanti al 1º luglio 2019. È la principale città dell'area metropolitana di Albuquerque, che aveva 910 726 abitanti a luglio 2017. L'area metropolitana di Albuquerque è la 60ª più grande degli Stati Uniti. La popolazione dell'area metropolitana di Albuquerque comprende le città di Rio Rancho, Bernalillo, Placitas, Corrales, Los Lunas, Belen e Bosque Farms e fa parte della grande area statistica combinata di Albuquerque-Santa Fe-Las Vegas, che aveva una popolazione di 1 171 991 abitanti nel 2016.
La città fu chiamata così in onore di Francisco Fernández de la Cueva, che fu viceré della Nuova Spagna dal 1702 al 1711. A dare il nome a quello che all'epoca era un villaggio in espansione fu il governatore della provincia, Francisco Cuervo y Valdés. Fernández de la Cueva era duca della città spagnola di Alburquerque, nella provincia di Badajoz, vicino al confine con il Portogallo.
Albuquerque è il capoluogo della contea di Bernalillo, ed è situata nel Nuovo Messico centro-settentrionale. I monti Sandia si trovano lungo il lato orientale di Albuquerque, e il Rio Grande scorre attraverso la città. Albuquerque è una delle città di altitudine elevata più grandi degli Stati Uniti: la sua altitudine, infatti, va dai 1490 m s.l.m. vicino al Rio Grande, agli oltre 1950 m s.l.m. nelle aree pedemontane di Sandia Heights e Glenwood Hills.
Albuquerque ospita la Kirtland Air Force Base, i Sandia National Laboratories, il National Museum of Nuclear Science & History, il Lovelace Respiratory Research Institute, l'Università del Nuovo Messico, il Central New Mexico Community College, i Presbyterian Medical Services, i Presbyterian Health Services, il New Mexico Museum of Natural History and Science, l'Albuquerque Biological Park, il Petroglyph National Monument e il New Mexico Technology Corridor, un concentrato di società private che si occupano di alta tecnologia e istituzioni governative. Albuquerque è anche la sede dell'International Balloon Fiesta, il più grande raduno mondiale di mongolfiere, che si svolge nel mese di ottobre di ogni anno.

## Geografia fisica

### Territorio
Secondo l'Ufficio del censimento degli Stati Uniti, ha una superficie totale di 189,55 mi² (490,93 km²).

### Clima
Il clima è temperato-caldo, sub-arido, con marcate caratteristiche di continentalità, che si manifestano attraverso un'accentuata escursione termica stagionale (media giornaliera di gennaio +2,8 °C, media giornaliera di luglio +25,9 °C); l'inverno ad Albuquerque è caratterizzato da notti fredde, talvolta molto rigide e con forti gelate (la media delle minime di gennaio è prossima ai −4 °C) e da pomeriggi spesso tersi e luminosi con temperature gradevoli (i valori medi diurni di gennaio attorno ai +9 °C ma non sono rare massime superiori ai +15 °C anche in pieno inverno); le estati sono invece molto calde: la media delle temperature massime del mese di luglio è di circa +33 °C, ma nei pomeriggi più caldi il termometro può avvicinarsi ai +40 °C e talvolta superarli. Le precipitazioni, in generale, sono molto scarse (piovosità media annua: 239 mm) e mostrano un andamento caratterizzato da un massimo estivo e da un minimo invernale; in estate esse assumono carattere prevalentemente temporalesco, mentre in inverno possono verificarsi sotto forma di nevicate.
Il clima di Albuquerque è tipicamente desertico; inverni miti ed estati particolarmente afose (essendo l'estrema parte settentrionale del deserto di Chihuahua). Il tasso di precipitazioni è persino inferiore alla metà del tasso di evaporazione; tipico delle zone desertiche. I giorni di sole sono, in media, circa 278 all'anno. Altra caratteristica delle zone desertiche: la temperatura diurna, è in netto contrasto con quella notturna.
Gli inverni sono brevi, e le temperature in dicembre si aggirano intorno ai +2,5°, mentre quelle a gennaio possono anche andare sotto lo 0. I venti caldi e frequenti caratterizzano la stagione primaverile, mentre durante l'estate, nonostante le alte temperature che si aggirano in media sui +32°, il caldo secco e la bassa umidità tendono a rendere le estati mediamente sopportabili.
La zona nord-ovest di Albuquerque si differenzia dal centro, poiché il clima e l'ambiente si discostano da quello comune della valli della zona centrale. Una di queste zone fa parte dell'area metropolitana di Albuquerque, è comunemente chiamata East Mountain e ospita un tipico ambiente di savana e simili alle Montagne Rocciose (che non arrivano nella città).

## Origini del nome
Il nome della città ha origine dal latino, infatti deriva da albus quercus che significa "quercia bianca". Il nome è stato probabilmente dato in riferimento alla prevalenza delle querce da sughero nella provincia di Badajoz, che hanno un legno di colore bianco quando la corteccia viene rimossa.
La prima "r" in Alburquerque fu in seguito rimossa, probabilmente a causa dell'associazione con il prominente generale portoghese Alfonso de Albuquerque, il cui titolo di famiglia (tra gli altri) e poi il nome provengono dalla città di Alburquerque in Spagna, che un tempo era dominio del re del Portogallo e utilizzò la variante ortografica portoghese del suo nome. Il cambiamento del nome in parte fu anche merito dei cittadini, che trovarono difficile pronunciare il nome originale.

## Storia
I petroglifi scolpiti nel basalto nella parte occidentale della città portano testimonianza di una prima presenza nativa americana nell'area, ora conservata nel Petroglyph National Monument.
I popoli tanoani e keresani avevano vissuto lungo il Rio Grande per secoli prima che i coloni europei arrivassero nell'attuale Albuquerque. Intorno agli anni 1500, c'erano circa 20 pueblos dei Tiwa lungo un tratto di fiume di 97 km che andava dall'attuale Algodones alla confluenza del Rio Puerco a sud di Belen. Di questi, 12 o 13 erano densamente raggruppati vicino all'attuale Bernalillo e il resto era sparso a sud.
Due pueblos dei Tiwa si trovano in particolare nella periferia della città di oggi, entrambi sono stati abitati ininterrottamente per molti secoli: il Sandia Pueblo, che fu fondato nel XIV secolo, e il Pueblo di Isleta, per il quale sono stati scritti documenti che risalgono agli inizi del XVII secolo, quando fu scelto come sito della Missione di San Agustín de la Isleta, una missione cattolica.
È probabile che anche le tribù Navajo, Apache e Comanche abbiano creato campi nell'area di Albuquerque, poiché vi sono prove di scambi commerciali e culturali tra i diversi gruppi di nativi americani risalenti a secoli prima della conquista europea.
Albuquerque fu fondata nel 1706 come avamposto coloniale spagnolo di Villa de Alburquerque. Albuquerque era una comunità agricola e avamposto militare situato in posizione strategica lungo il Camino Real. La città era anche il centro di pastorizia delle pecore del West. La Spagna fondò un presidio ad Albuquerque nel 1706.
Dopo il 1821 anche il Messico aveva una presenza militare lì. La città di Alburquerque fu costruita nel tradizionale modello di villaggio spagnolo: una piazza centrale circondata da edifici governativi, case e una chiesa. Questa area centrale della piazza è stata conservata ed è aperta al pubblico come museo, area culturale e centro commerciale. Si chiama "Old Town Albuquerque" o semplicemente "Old Town". Storicamente è stata a volte indicata come "La Placita" (Piccola Piazza in spagnolo). Sul lato nord di Old Town Plaza si trova la San Felipe de Neri Church. Costruito nel 1793, è uno dei più antichi edifici superstiti della città.
Dopo l'occupazione statunitense del Nuovo Messico, Albuquerque aveva un presidio federale e un deposito di quartiermastro, il Post di Albuquerque, dal 1846 al 1867. Durante la guerra civile americana, Albuquerque fu occupata nel febbraio 1862 dalle truppe confederate sotto il generale Henry Hopkins Sibley, che poco dopo avanzò con il suo corpo principale nel Nuovo Messico settentrionale. Durante il suo ritiro dalle truppe unioniste in Texas, prese posizione l'8 aprile 1862 ad Albuquerque e combatté la battaglia di Albuquerque contro un distaccamento di soldati dell'Unione comandati dal colonnello Edward Canby. Questo impegno di un giorno a lungo raggio portò a poche vittime.
Quando la Atchison, Topeka and Santa Fe Railroad arrivò nel 1880, bypassò la Plaza, localizzando il deposito passeggeri e i binari ferroviari a circa 3 km ad est in quella che divenne rapidamente nota come New Albuquerque o New Town. La compagnia ferroviaria costruì un ospedale per i suoi lavoratori che in seguito divenne una struttura psichiatrica giovanile e ora è stato convertito in un hotel. Molti mercanti angloamericani, uomini di montagna e coloni lentamente si insediarono ad Albuquerque creando un importante centro commerciale mercantile che ora è Downtown Albuquerque. A causa di un crescente tasso di criminalità violenta, il sicario Milt Yarberry fu nominato primo maresciallo della città nello stesso anno. New Albuquerque fu incorporata come città nel 1885, con Henry N. Jaffa come primo sindaco. Fu incorporata come città nel 1891. Old Town rimase una comunità separata fino agli anni 1920 quando fu assorbita da Albuquerque. L'Old Albuquerque High School, la prima scuola pubblica della città, fu fondata nel 1879. La Congregazione Albert, una sinagoga riformata fondata nel 1897, è la più antica organizzazione ebraica in circolazione nella città.
Nel 1900 Albuquerque vantava una popolazione di 8 000 abitanti e tutti i comfort moderni, tra cui una ferrovia elettrica che collegava Old Town, New Town e il campus dell'Università del Nuovo Messico, di recente apertura, sulla East Mesa. Nel 1902, il famoso Alvarado Hotel fu costruito accanto al nuovo deposito passeggeri e rimase un simbolo della città fino a quando non fu raso al suolo nel 1970 per fare spazio a un parcheggio. Nel 2002, l'Alvarado Transportation Center fu costruito sul sito in un modo simile al vecchio punto di riferimento. La grande stazione della metropolitana funge da quartier generale della città per il dipartimento di transito della città. Serve anche come centro intermodale per gli autobus locali, come Greyhound, i treni passeggeri dell'Amtrak e la linea ferroviaria per pendolari Rail Runner.
Il clima secco del Nuovo Messico portò molti pazienti affetti da tubercolosi nella città in cerca di una cura durante gli inizi del XX secolo, e diverse medicazioni sorsero sulla West Mesa per servirle. Il Presbyterian Hospital e il St. Joseph Hospital, due dei più grandi ospedali del Sud-Ovest, furono costruiti durante questo periodo. Il governatore influente dell'era New Deal Clyde Tingley e il famoso architetto del Sud-Ovest John Gaw Meem erano tra quelli portati nel Nuovo Messico dalla tubercolosi.
I primi viaggiatori sulla Route 66 apparvero ad Albuquerque nel 1926 e in poco tempo decine di motel, ristoranti e negozi di souvenir erano sorti lungo la strada per servirli. La Route 66 originariamente percorreva la città su un asse nord-sud lungo la Fourth Street, ma nel 1937 fu riallineata lungo Central Avenue, una rotta più diretta est-ovest. L'intersezione tra il quarto e il centro della città fu il principale crocevia della città per decenni. La maggior parte delle strutture superstiti dell'era Route 66 sono situati sulla Central, sebbene ce ne siano anche alcune sulla quarta. I cartelli tra Bernalillo e Los Lunas lungo il vecchio itinerario ora hanno cartelli marroni e storici della strada che lo indicano come Pre-1937 Route 66.
La fondazione della Kirtland Air Force Base nel 1939, della Sandia Base nei primi anni 1940 e dei Sandia National Laboratories nel 1949 avrebbero dato ad Albuquerque un ruolo chiave nell'era atomica. Nel frattempo, la città continuò a espandersi verso nord-est, raggiungendo una popolazione di 201 189 abitanti nel 1960. Nel 1990, era di 384 736 e nel 2007 era di 518 271 abitanti. Nel giugno 2007, Albuquerque è stata indicata come la sesta città in rapida crescita negli Stati Uniti. Nel 1990, l'Ufficio del censimento degli Stati Uniti riferì che la popolazione di Albuquerque era composta dal 34,5% di ispanici e dal 58,3% di bianchi non ispanici.
Il centro di Albuquerque entrò nella stessa fase e nello stesso sviluppo (declino, "rigenerazione urbana" con continuo declino e gentrificazione) di quasi tutte le città degli Stati Uniti. Mentre Albuquerque si espandeva verso l'esterno, l'area del centro cittadino cadde in declino. Molti edifici storici sono stati rasi al suolo negli anni 1960 e 1970 per far posto a nuove piazze, grattacieli e parcheggi come parte della fase di rigenerazione urbana della città. A partire dal 2010, solo di recente la Downtown Albuquerque ha recuperato gran parte del suo carattere urbano, principalmente attraverso la costruzione di molti nuovi condomini e la ristrutturazione di strutture storiche come il KiMo Theater, nella fase di gentrificazione.
Durante il XXI secolo, la popolazione di Albuquerque continuò a crescere rapidamente. La popolazione della città vera e propria era stimata in 528 497 abitanti nel 2009, contro i 448 607 del censimento del 2000. Durante il 2005 e il 2006, la città ha celebrato il suo tricentenario con un programma diversificato di eventi culturali.
Il passaggio della Planned Growth Strategy tra il 2002 e il 2004 è stato lo sforzo maggiore della comunità per creare un quadro con l'approccio più equilibrato e sostenibile alla crescita urbana.
La rigenerazione urbana è limitata su tre lati: il Sandia Pueblo a nord, l'Isleta Pueblo e la Kirtland Air Force Base a sud, e i monti Sandia a est. La crescita suburbana continua ad un ritmo sostenuto ad ovest, al di là del Petroglyph National Monument, una volta pensato per essere un confine naturale per lo sviluppo incontrollato.
A causa delle terre meno costose e delle tasse basse, gran parte della crescita nell'area metropolitana sta avvenendo al di fuori della città di Albuquerque stessa. A Rio Rancho a nord-ovest, le comunità ad est dei monti e le parti incorporate della contea di Valencia, i tassi di crescita della popolazione si avvicinano al doppio di quelli di Albuquerque. Le principali città della contea di Valencia sono Los Lunas e Belen, che ospitano entrambi complessi industriali in crescita e nuove suddivisioni residenziali. Le città di montagna di Tijeras, Edgewood e Moriarty, pur essendo abbastanza vicine ad Albuquerque da essere considerate sobborghi, hanno sperimentato una crescita molto inferiore rispetto a Rio Rancho, Bernalillo, Los Lunas e Belen. L'approvvigionamento idrico limitato e il terreno accidentato sono i principali fattori limitanti per lo sviluppo di queste città. Il Mid Region Council of Governments (MRCOG), che comprende i componenti di tutta l'area di Albuquerque, fu costituito per garantire che questi governi lungo il medio Rio Grande siano in grado di soddisfare le esigenze delle loro popolazioni in rapido aumento. Il progetto cardine del MRCOG è attualmente il New Mexico Rail Runner Express. Nell'ottobre 2013, l'Albuquerque Journal ha riportato Albuquerque come la terza città migliore per possedere un investimento immobiliare.

## Società

### Evoluzione demografica
Secondo il censimento del 2010, la popolazione è di 545 852 abitanti.

### Etnie e minoranze straniere
Secondo il censimento del 2010, la composizione etnica della città era formata dal 69,7% di bianchi (di cui 42,1% non ispanici) il 3,3% di afroamericani, il 4,6% di nativi americani, il 2,6% di asiatici, lo 0,1% di oceanici. Ispanici o latinos erano il 46,7% della popolazione.

## Cultura
La città è sede di aziende produttrici di equipaggiamento elettrico ed elettronico, di cui lo Stato è produttore.
Ad Albuquerque fu fondata Microsoft; quando Bill Gates e Paul Allen decisero di compilare un sistema operativo BASIC per MITS Altair 8800 risiedevano al Sundowner Motel, al numero 6101 di Central Avenue (l'edificio fu successivamente trasformato in un centro di riabilitazione per veterani).
Il successo dell'operazione circa il sistema operativo Basic li indusse alla fondazione di Microsoft nel 1975.
Il primo indirizzo ufficiale di Microsoft fu One Park Central Tower all'angolo nordorientale delle avenue San Mateo e Central, dove erano ubicati gli uffici della società.

### Musei
- Explora

### Media
- Ad Albuquerque è dedicata l'omonima canzone del cantautore canadese Neil Young, contenuta nell'album Tonight's the Night del 1975.
- Ad Albuquerque è dedicata l'omonima canzone del cantautore statunitense Weird Al Yankovic, contenuta nell'album Running with Scissors del 1999.
- La città di Albuquerque è citata nel ritornello del brano The King of Rock 'n' Roll della band inglese Prefab Sprout ("Hot dog, jumping frog, Albuquerque"), che divenne un tormentone nel Regno Unito nel 1988.[24]
- In questa città sono ambientati i film High School Musical, Little Miss Sunshine, El Camino - Il film di Breaking Bad, Sunshine Cleaning e Fright Night - Il vampiro della porta accanto, le serie televisive In Plain Sight - Protezione testimoni, Breaking Bad, Better Call Saul e The Night Shift, e il racconto Di cosa parliamo quando parliamo d'amore di Raymond Carver.
- In alcuni episodi dei cartoni animati della Looney Tunes il coniglio Bugs Bunny, finendo in luoghi in cui non sarebbe dovuto arrivare, spesso esclama «avrei dovuto girare a sinistra all'incrocio per Albuquerque!».

## Infrastrutture e trasporti
La città è collegata via aerea tramite due aeroporti, l'Albuquerque International Sunport e l'Aeroporto Double Eagle II. Quest'ultimo è una struttura sita a 11 km dal centro, sulla quale si concentrano le attività di trasporto civile da turismo (aviazione generale) e commerciale leggero (voli charter serviti da aerotaxi), non essendo lo scalo servito da alcun volo di linea.
La città dispone anche di un servizio ferroviario suburbano denominato New Mexico Rail Runner Express.

## Amministrazione

### Gemellaggi
- Alburquerque;
- Aşgabat;
- Chihuahua;
- Guadalajara;
- Helmstedt;
- Hualien;
- Lanzhou;
- Rehovot;
- Sasebo